# Piączyn
Piączyn – wieś w Polsce położona w województwie mazowieckim, w powiecie płockim, w gminie Staroźreby.
| SIMC    | Nazwa          | Rodzaj    |
| ------- | -------------- | --------- |
| 0576740 | Piączyn-Chrapy | część wsi |
| 0576757 | Resztówka      | część wsi |

W latach 1954–1961 wieś należała i była siedzibą gromady Piączyn, po jej likwidacji w gromadzie Góra. W latach 1975–1998 miejscowość należała administracyjnie do województwa płockiego.